# Gambir (Dżakarta Centralna)
Gambir – dzielnica Dżakarty Centralnej. W dzielnicy tej znajdują się główne atrakcje turystyczne indonezyjskiej stolicy (Pomnik Narodowy, Muzeum Narodowe Indonezji, Plac Merdeka). 

## Podział
W skład dzielnicy wchodzi sześć gmin (kelurahan):
- Gambir – kod pocztowy 10110
- Kebon Kelapa – kod pocztowy 10120
- Petojo Selatan – kod pocztowy 10130
- Duri Pulo – kod pocztowy 10140
- Cideng – kod pocztowy 10150
- Petojo Utara – kod pocztowy 10130